# 隆徳寺
隆徳寺（りゅうとくじ）は愛媛県新居浜市に所在する高野山真言宗の寺院である。四国三十六不動霊場第二十四札所である。
童子名：法守護童子 、真言：おん　きまれい　そわか 
御詠歌：なる鐘の泉にけむる不動明王　炎とともに衆生をすくう

## 概要
文亀二年（1502年）に創建する開山者は不詳、隣接する浦渡神社の別当寺として浦渡寺（本尊・不動明王）と称し共に栄えて来た。明治43年（1910年）に近くの正光寺（本尊・聖観音菩薩）と合併して隆徳寺と改めた。

## 境内

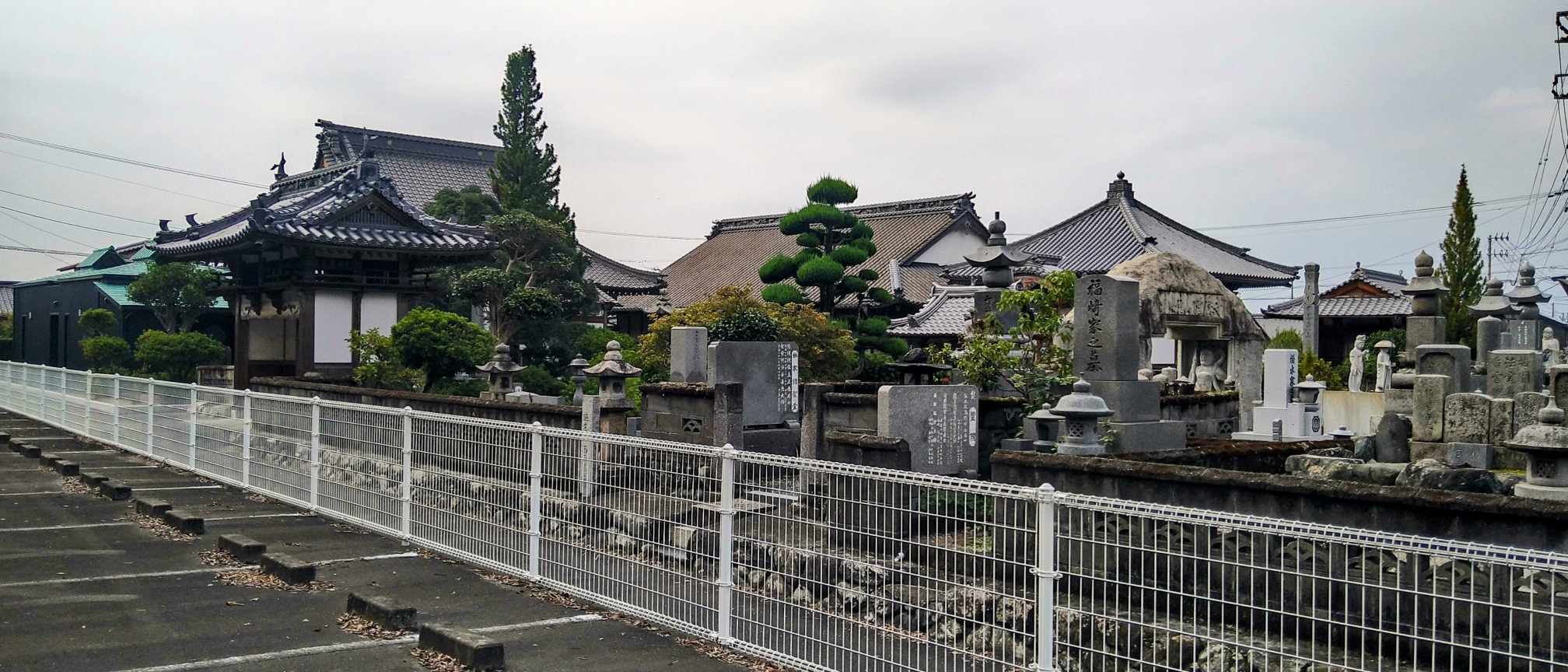
全景

- 仁王門：仁王像とともに石造り、観音堂の正面に建つ。
- 山門：鐘楼門、不動堂の正面に建つ。
- 観音堂（本堂）：正光寺の本尊聖観音を祀る。
- 不動堂：浦渡寺の本尊であり四国三十六不動霊場の本尊である不動明王を祀る。
- 大師像：正光寺の大師像は位牌堂に、浦渡寺の大師像は本坊に祀る。
- 高柳永代供養塔：かつては墓地の所に高柳大師堂として存在し堂守もいたが、堂守も遷化し堂も老朽化したため平成16年石造供養塔を建て高柳大師像はその中におさめる。
- 宿坊：なし
- 駐車場：約30台

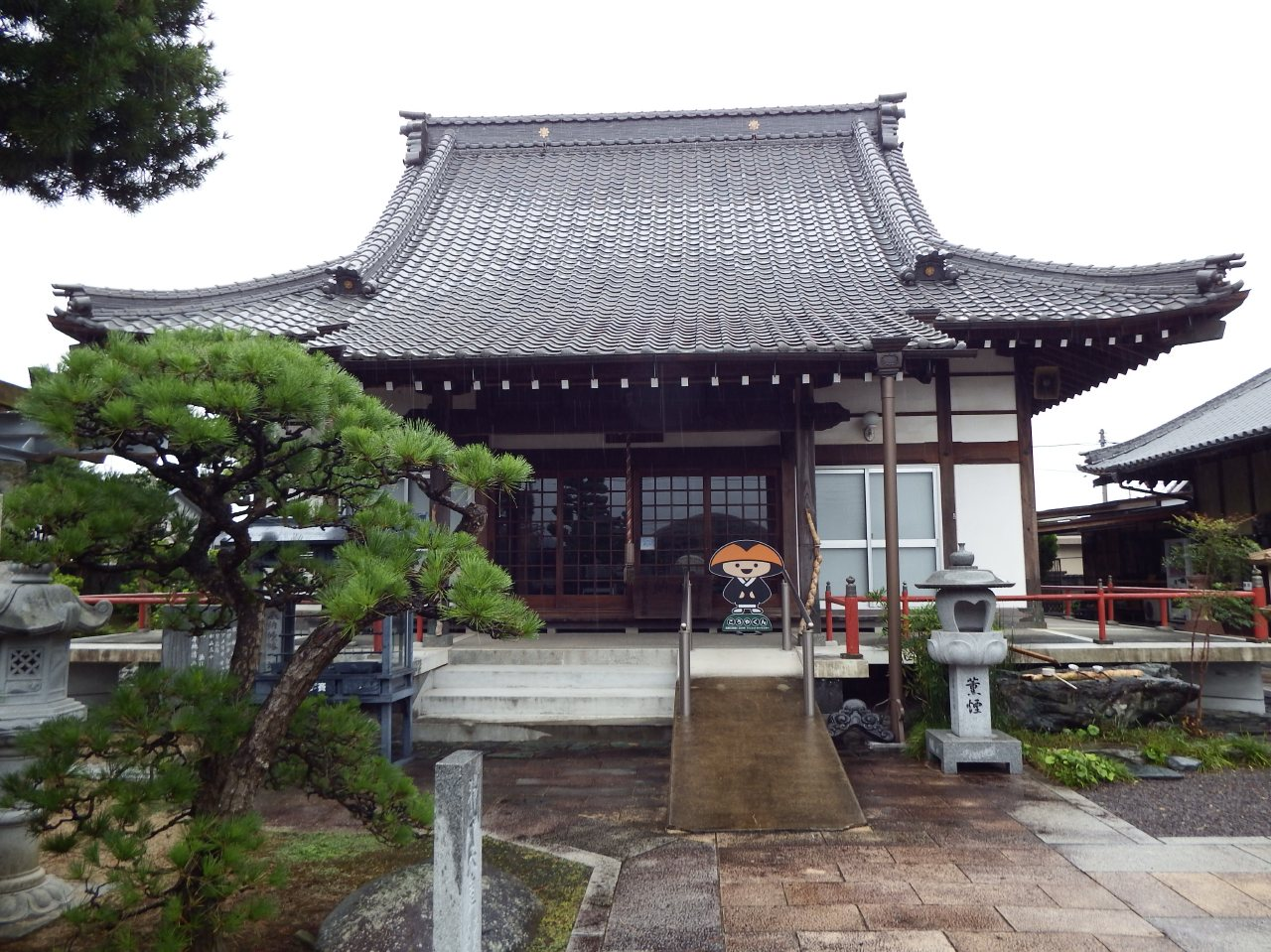
本堂
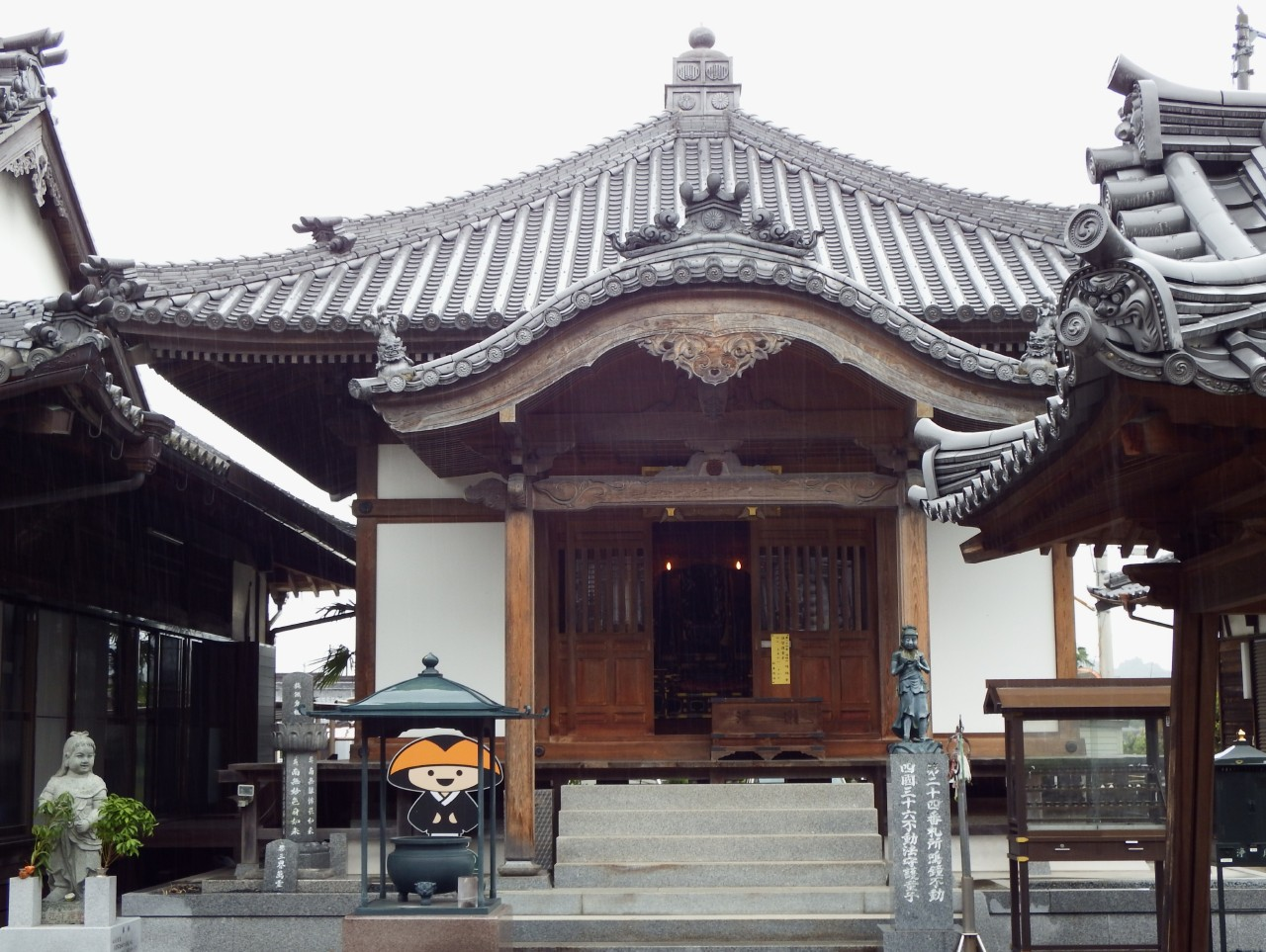
不動堂
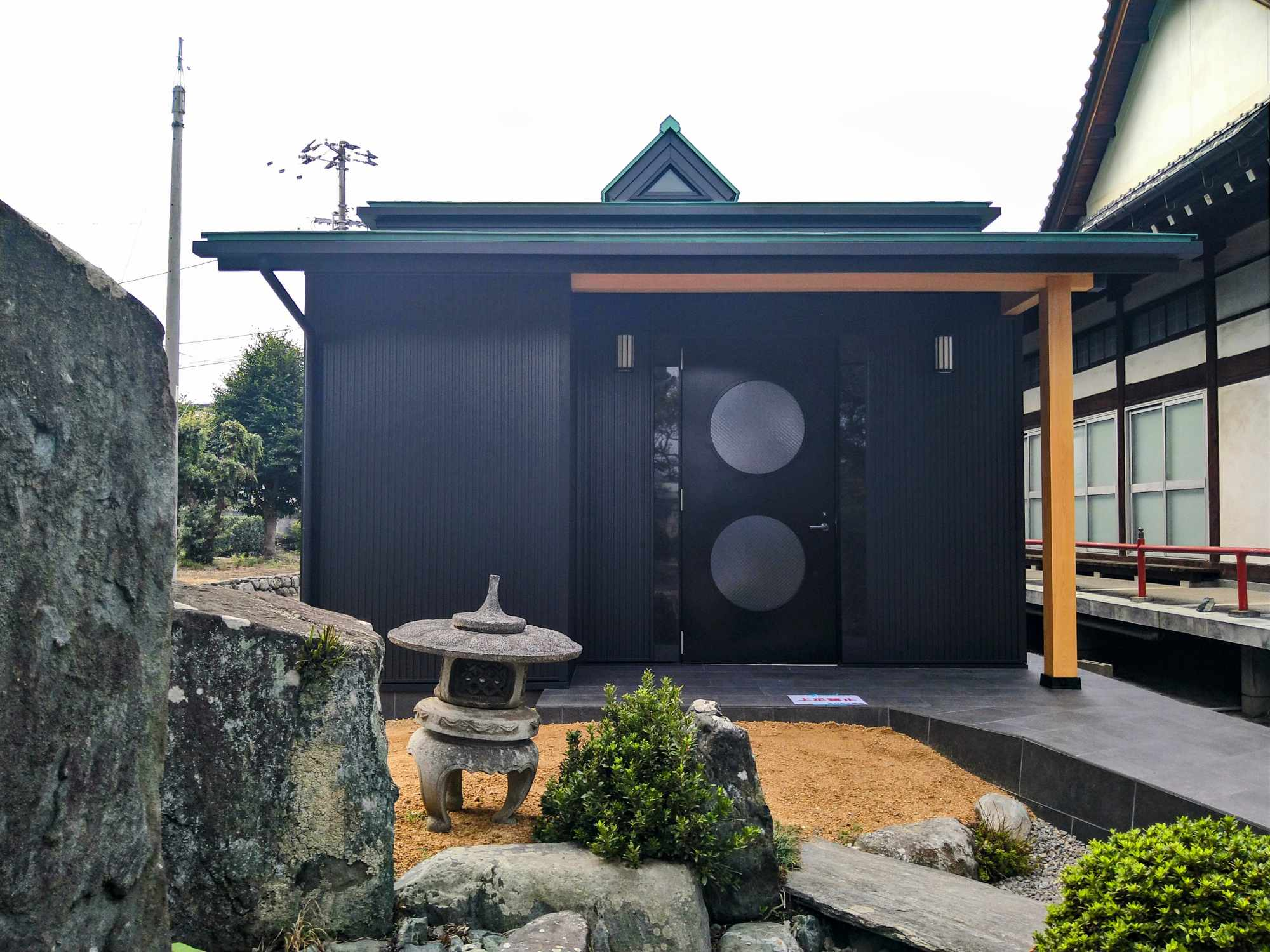
位牌堂2024年秋建立
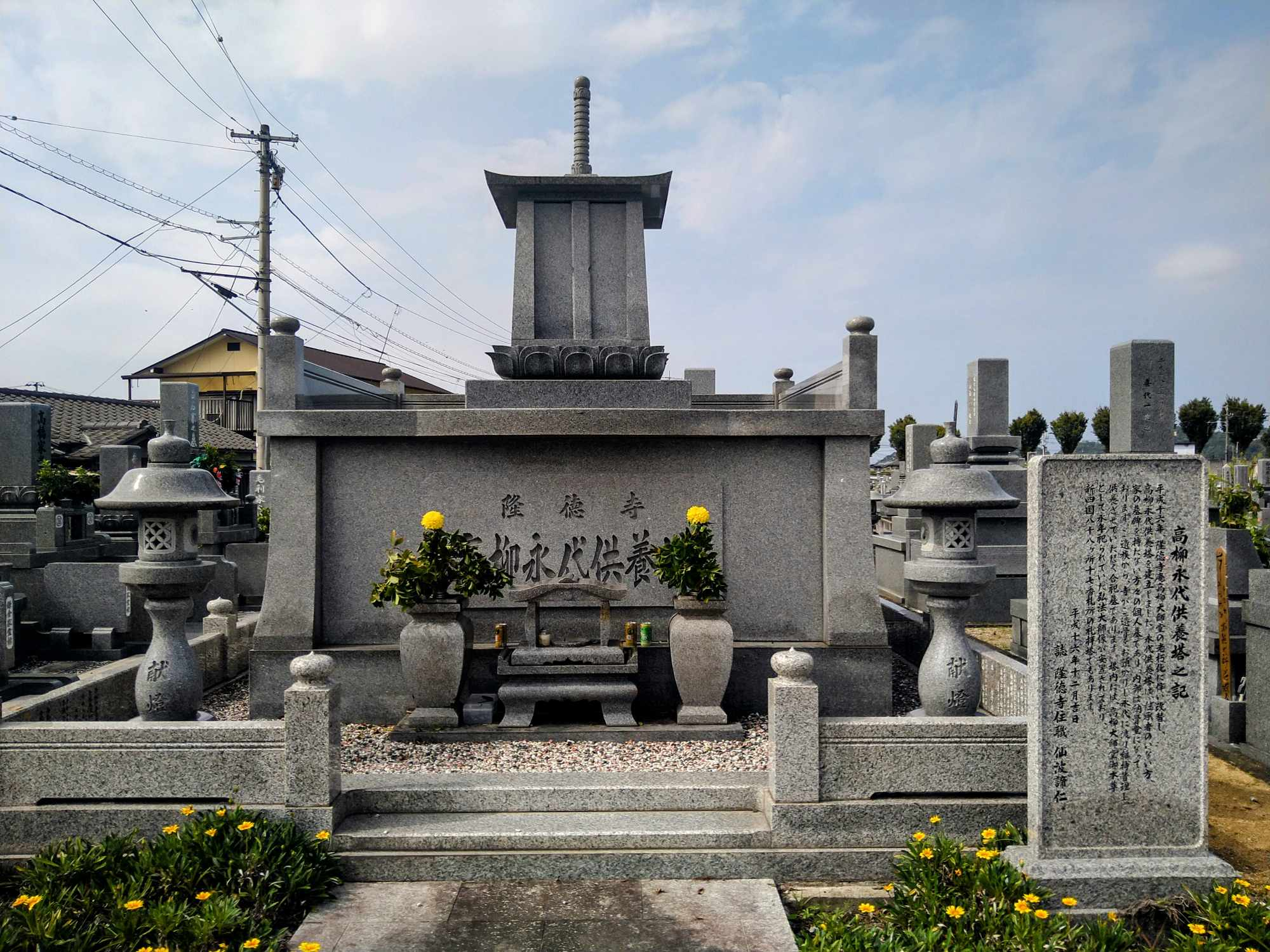
高柳永代供養塔
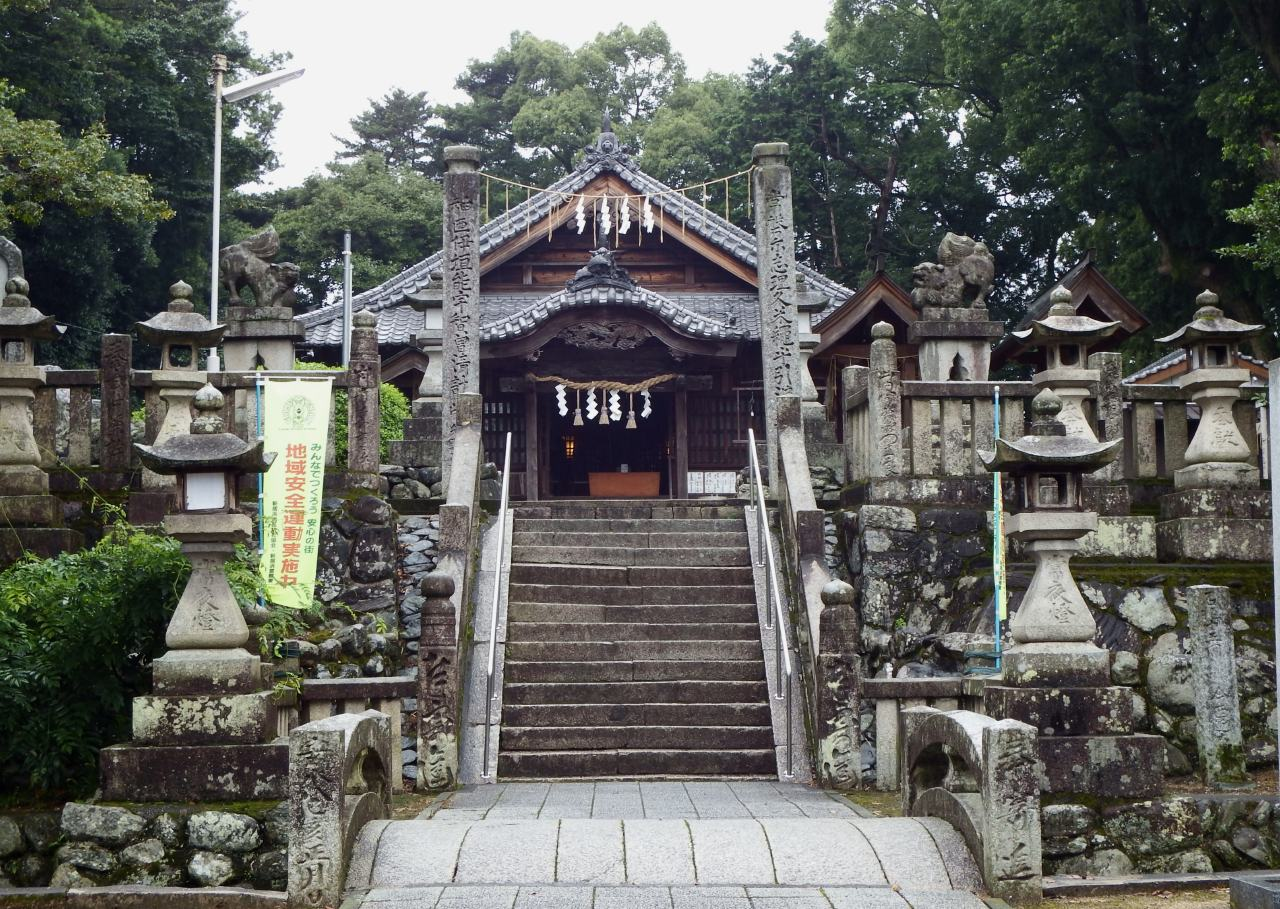
浦渡神社

## 文化財
- 正光寺山古墳群（新居浜市指定史跡）と、その出土遺物839点（新居浜市指定考古資料）：指定範囲3,429.37㎡、古墳6基（横穴式石室を内部主体とする10～15ｍ前後の円墳）、正光寺と合併のため当寺の管理地だったが新居浜市に移管された。住所：新居浜市坂井町2丁目1419番、平成25年3月13日指定

## 前後の札所
四国三十六不動尊霊場
23番 石鎚山極楽寺 --(28km)-- 24番 隆徳寺 --(14km)-- 25番 睍壽院